# Dimitrios Tomprof
Dimitrios Tomprof (griechisch Δημήτριος ΜηΧαήλ Τομπρωφ Dimitrios Mikhail Tombrof; * 5. März 1878 in Izmir; † 1960er Jahre in Brüssel) war Leichtathlet und Teilnehmer der Olympischen Sommerspiele 1896 in Athen. Dimitrios Tomprof kam aus Smyrna, dem heutigen İzmir.
Offiziell startete er für das griechische Team. Dimitrios schied über 800 Meter im Vorlauf aus und wurde Achter im 1500-Meter-Lauf.